# World Athletics Relays 2024 – 4×100 meter vrouwen
De 4x100 meter vrouwen op de World Athletics Relays 2024 vond plaats op 4 en 5 mei in het Thomas Robinsonstadion van Nassau.

## Records
Voorafgaand aan het toernooi waren dit het wereldrecord en het kampioenschapsrecord:
| Wereldrecord                       | Tianna Bartoletta, Allyson Felix, Bianca Knight, Carmelita Jeter                             | 40,82 | Londen      | 10 augustus 2012 |
| Kampioenschapsrecord               | Tianna Bartoletta, Alexandria Anderson, Jeneba Tarmoh, LaKeisha Lawson                       | 41,88 | Nassau      | 24 mei 2014      |
| Wereldleiding                      | Mikiah Brisco, Abby Steiner, Jenna Prandini, Aleia Hobbs                                     | 41,94 | Gainesville | 22 maart 2024    |
| Afrikaansrecord                    | Murielle Ahouré-Demps, Marie-Josée Ta Lou, Jessika Gbai, Maboundou Koné                      | 41,90 | Boedapest   | 25 augustus 2023 |
| Aziatischrecord                    | Xiao Lin, Li Yali, Liu Xiaomei, Li Xuemei                                                    | 42,23 | Shanghai    | 23 oktober 1997  |
| Noord, centraal en caribischrecord | Tianna Bartoletta, Allyson Felix, Bianca Knight, Carmelita Jeter                             | 40,82 | Londen      | 10 augustus 2012 |
| Zuid-Amerikaansrecord              | Evelyn dos Santos, Ana Claudia Silva, Franciela Krasucki, Rosângela Santos                   | 42,29 | Moskou      | 18 augustus 2013 |
| Europeesrecord                     | Duitse Democratische Republiek Silke Gladisch, Sabine Rieger, Ingrid Auerswald, Marlies Göhr | 41,37 | Canberra    | 6 oktober 1985   |
| Oceanischrecord                    | Ebony Lane, Bree Masters, Ella Connolly, Torrie Lewis                                        | 42,94 | Sydney      | 23 maart 2024    |

## Resultaten

### Series[1]
De eerste twee van elke serie kwalificeerden zich direct voor de finale (Q). Diegene kwalificeerde zich direct voor de Olympische spelen 2024 (OQ).
| Rang | Serie | Baan | Land | Atleten                                                                           | Tijd  | Bijz.     |
| ---- | ----- | ---- | ---- | --------------------------------------------------------------------------------- | ----- | --------- |
| 1    | 1     | 7    | USA  | Tamara Davis, Gabrielle Thomas, Celera Barnes, Melissa Jefferson                  | 42,21 | Q, OQ     |
| 2    | 4     | 4    | GBR  | Asha Philip, Imani-Lara Lansiquot, Bianca Williams, Amy Hunt                      | 42,33 | Q, OQ, SB |
| 3    | 3     | 6    | GER  | Louise Wieland, Lisa Mayer, Gina Lückenkemper, Rebekka Haase                      | 42,72 | Q, OQ, SB |
| 4    | 2     | 7    | POL  | Krystsina Tsimanouskaya, Monika Romaszko, Magdalena Stefanowicz, Ewa Swoboda      | 42,81 | Q, OQ, SB |
| 5    | 3     | 5    | AUS  | Ebony Lane, Bree Masters, Ella Connolly, Torrie Lewis                             | 42,83 | Q, OQ, AR |
| 6    | 3     | 7    | CIV  | Murielle Ahouré-Demps, Jessika Gbai, Maboundou Koné, Marie-Josée Ta Lou           | 42,83 | SB        |
| 7    | 3     | 4    | ESP  | Sonia Molina-Prados, Jaël Bestué, Paula Sevilla, María Isabel Pérez               | 42,85 | SB        |
| 8    | 4     | 7    | NED  | N'Ketia Seedo, Marije van Hunenstijn, Minke Bisschops, Tasa Jiya                  | 42,88 | Q, OQ, SB |
| 9    | 2     | 4    | CAN  | Sade McCreath, Marie-Éloise Leclair, Audrey Leduc, Crystal Emmanuel               | 42,98 | Q, OQ, SB |
| 10   | 2     | 3    | CHN  | Liang Xiaojing, Ge Manqi, Yuan Qiqi, Li Yuting                                    | 43,03 | SB        |
| 11   | 2     | 5    | ITA  | Zaynab Dosso, Dalia Kaddari, Anna Bongiorni, Alessia Pavese                       | 43,08 | Q, OQ, SB |
| 12   | 1     | 3    | FRA  | Orlann Oliere, Gémima Joseph, Hélène Parisot, Mallory Leconte                     | 43,09 |           |
| 13   | 4     | 6    | LBR  | Ebony Morrison, Destiny Smith-Barnett, Maia McCoy, Symone Darius                  | 43,15 | NR        |
| 14   | 1     | 5    | NGR  | Justina Tiana Eyakpobeyan, Favour Ofili, Olayinka Olajide, Tima Godbless          | 43,15 |           |
| 15   | 4     | 2    | BAH  | Devynne Charlton, Camille Rutherford, Charisma Taylor, Printassia Johnson         | 43,17 | SB        |
| 16   | 4     | 5    | TTO  | Taejha Badal, Michelle-Lee Ahye, Reese Webster, Leah Bertrand                     | 43,22 | SB        |
| 17   | 1     | 6    | SUI  | Géraldine Frey, Salomé Kora, Léonie Pointet, Sarah Atcho                          | 43,29 |           |
| 18   | 2     | 6    | JAM  | Jodean Williams, Tia Clayton, Alana Reid, Remona Burchell                         | 43,33 | SB        |
| 19   | 4     | 8    | HUN  | Jusztina Csóti, Anna Kocsis, Boglárka Takács, Alexa Sulyán                        | 43,66 | SB        |
| 20   | 3     | 8    | ECU  | Aimara Nazareno, Anahí Suárez, Nicole Caicedo, Ángela Tenorio                     | 43,67 | NR        |
| 21   | 1     | 4    | BRA  | Gabriela Mourão, Ana Azevedo, Lorraine Martins, Vitória Cristina Rosa             | 43,82 | SB        |
| 22   | 1     | 8    | COL  | Marlet Ospino, Angélica Gamboa, Laura Martínez, Natalia Linares                   | 44,12 | SB        |
| 23   | 1     | 2    | JPN  | Manaka Miura, Remi Tsuruta, Shuri Aono, Aiha Yamagata                             | 44,16 | SB        |
| 24   | 3     | 1    | CHI  | Anaís Hernández, María Ignacia Montt, Isidora Jiménez, Belen Ituarte              | 44,31 | SB        |
| 25   | 4     | 1    | AUT  | Isabel Posch, Magdalena Lindner, Karin Strametz, Viktoria Willhuber               | 44,49 | SB        |
| 26   | 2     | 8    | DOM  | Liranyi Alonso, Martha Méndez, Milagros Durán, Fiordaliza Cofil                   | 44,72 | SB        |
| 27   | 3     | 2    | EST  | Miia Ott, Ann Marii Kivikas, Kreete Verlin, Diana Suumann                         | 44,81 |           |
| 28   | 2     | 2    | DEN  | Astrid Glenner-Frandsen, Mathilde Kramer, Emma Beiter Bomme, Klara Skriver Loessl | 45,03 | SB        |
|      | 4     | 3    | CUB  | Laura Moreira, Jocelin Echazabal, Yarima García, Yunisleidy García                | DNF   |           |
|      | 3     | 3    | BEL  | Rani Vincke, Rani Rosius, Elise Mehuys, Delphine Nkansa                           | DQ    |           |

### Herkansing Olympische spelen kwalificatie[2]
| Rang | Serie | Baan | Land | Atleten                                                                           | Tijd  | Bijz.  |
| ---- | ----- | ---- | ---- | --------------------------------------------------------------------------------- | ----- | ------ |
| 1    | 1     | 6    | ITA  | Zaynab Dosso, Dalia Kaddari, Irene Siragusa, Arianna de Masi                      | 42,60 | OQ, SB |
| 2    | 1     | 7    | CIV  | Murielle Ahouré-Demps, Jessika Gbai, Maboundou Koné, Marie-Josée Ta Lou           | 42,63 | OQ, SB |
| 3    | 3     | 4    | NGR  | Justina Tiana Eyakpobeyan, Favour Ofili, Olayinka Olajide, Tima Godbless          | 42,71 | OQ, SB |
| 4    | 2     | 7    | JAM  | Jodean Williams, Tia Clayton, Alana Reid, Remona Burchell                         | 42,74 | OQ, SB |
| 5    | 3     | 7    | SUI  | Géraldine Frey, Salomé Kora, Léonie Pointet, Sarah Atcho                          | 42,75 | OQ, SB |
| 6    | 1     | 5    | ESP  | Sonia Molina-Prados, Jaël Bestué, Paula Sevilla, María Isabel Pérez               | 42,88 |        |
| 7    | 3     | 5    | CHN  | Liang Xiaojing, Ge Manqi, Yuan Qiqi, Li Yuting                                    | 43,13 |        |
| 8    | 1     | 3    | BEL  | Rani Vincke, Rani Rosius, Elise Mehuys, Delphine Nkansa                           | 43,17 | SB     |
| 9    | 3     | 1    | BAH  | Devynne Charlton, Camille Rutherford, Charisma Taylor, Printassia Johnson         | 43,32 |        |
| 10   | 1     | 4    | ECU  | Aimara Nazareno, Anahí Suárez, Nicole Caicedo, Ángela Tenorio                     | 43,47 | NR     |
| 11   | 3     | 6    | BRA  | Gabriela Mourão, Ana Azevedo, Lorraine Martins, Vitória Cristina Rosa             | 43,51 | SB     |
| 12   | 2     | 6    | TTO  | Taejha Badal, Reyare Thomas, Reese Webster, Leah Bertrand                         | 43,54 | OQ, SB |
| 13   | 1     | 8    | JPN  | Manaka Miura, Remi Tsuruta, Shuri Aono, Aiha Yamagata                             | 43,63 | SB     |
| 14   | 3     | 3    | COL  | Marlet Ospino, Angélica Gamboa, Laura Martínez, Natalia Linares                   | 43,92 | SB     |
| 15   | 2     | 3    | HUN  | Jusztina Csóti, Anna Kocsis, Boglárka Takács, Alexa Sulyán                        | 44,04 |        |
| 16   | 2     | 4    | CUB  | Laura Moreira, Jocelin Echazabal, Yarima García, Yunisleidy García                | 44,05 | SB     |
| 17   | 2     | 5    | LBR  | Ebony Morrison, Destiny Smith-Barnett, Maia McCoy, Symone Darius                  | 44,31 |        |
| 18   | 2     | 2    | CHI  | Anaís Hernández, María Ignacia Montt, Isidora Jiménez, Viviana Olivares           | 44,40 |        |
| 19   | 2     | 8    | DEN  | Astrid Glenner-Frandsen, Mathilde Kramer, Emma Beiter Bomme, Klara Skriver Loessl | 44,88 | SB     |
| 20   | 3     | 2    | EST  | Miia Ott, Ann Marii Kivikas, Kreete Verlin, Diana Suumann                         | 45,56 |        |
|      | 1     | 2    | AUT  | Isabel Posch, Magdalena Lindner, Karin Strametz, Viktoria Willhuber               | DNF   |        |
|      | 3     | 8    | DOM  |                                                                                   | DNS   |        |

### Finale[3]
| Rang   | Baan | Land | Atleten                                                                      | Tijd  | Bijz. |
| ------ | ---- | ---- | ---------------------------------------------------------------------------- | ----- | ----- |
| Goud   | 4    | USA  | Tamara Davis, Gabrielle Thomas, Celera Barnes, Melissa Jefferson             | 41,85 | CR    |
| Zilver | 1    | FRA  | Orlann Oliere, Gémima Joseph, Hélène Parisot, Mallory Leconte                | 42,75 | SB    |
| Brons  | 6    | GBR  | Asha Philip, Imani-Lara Lansiquot, Bianca Williams, Amy Hunt                 | 42,80 |       |
| 4      | 7    | GER  | Louise Wieland, Lisa Mayer, Gina Lückenkemper, Rebekka Haase                 | 42,93 |       |
| 5      | 8    | AUS  | Ebony Lane, Bree Masters, Ella Connolly, Torrie Lewis                        | 43,02 |       |
| 6      | 3    | NED  | N'Ketia Seedo, Marije van Hunenstijn, Minke Bisschops, Tasa Jiya             | 43,07 |       |
| 7      | 5    | CAN  | Sade McCreath, Marie-Éloise Leclair, Audrey Leduc, Crystal Emmanuel          | 43,09 |       |
| 8      | 2    | POL  | Krystsina Tsimanouskaya, Monika Romaszko, Magdalena Stefanowicz, Ewa Swoboda | DNF   |       |